# Dove
Dove je priimek več znanih oseb:
- Alfred Dove (1844—1916), nemški zgodovinar in publicist
- Arthur Garfield Dove (1880—1946), ameriški slikar
- Arthur Julian Hadfield Dove (1902—1985), britanski general
- Billie Dove (1903—1997), ameriška igralka
- Heinrich Wilhelm Dove (1803—1879), nemški fizik in meteorolog
- Patrick Edward Dove (1815—1873), britanski ekonomist
- Rita Dove (*1952), ameriška pesnica